# Screen Actors Guild
La Screen Actors Guild (SAG)  è stato un sindacato statunitense che rappresentava più di 160.000 attori principali e di contorno del cinema e della televisione in tutto il mondo. Il 30 marzo 2012, i membri della SAG hanno votato per la fusione con l'American Federation of Television and Radio Artists (AFTRA) per creare SAG-AFTRA.
Il sindacato si preffigeva gli obiettivi: negoziare e far rispettare i contratti di lavoro collettivo che stabiliscono livelli equi di retribuzione, benefici e condizioni di lavoro per i propri attori; raccogliere la compensazione per l'uso delle prestazioni registrate dei propri membri e fornire protezione contro l'uso non autorizzato di tali prestazioni; e preservare e ampliare le opportunità di lavoro per i propri membri.
Oltre alle sue sedi principali a Hollywood, la SAG aveva anche sedi locali in altre città importanti degli Stati Uniti, tra cui Nashville, Chicago, Dallas, Denver, New York, Phoenix,San Francisco, Seattle e Washington D.C.
Dal 1995 l'associazione conferisce gli Screen Actors Guild Awards, uno dei premi che precedono e anticipano le tendenze per gli Academy Awards. Questo premio è continuato, ancora con lo stesso nome, da SAG-AFTRA.

## Presidenti della SAG
- (1933, 1938-1940) Ralph Morgan
- (1933-1935) Eddie Cantor
- (1935-1938, 1946-1947) Robert Montgomery
- (1940-1942) Edward Arnold
- (1942-1944) James Cagney
- (1944-1946) George Murphy
- (1947-1952, 1959-1960) Ronald Reagan
- (1952-1957) Walter Pidgeon
- (1957-1958) Leon Ames
- (1958-1959) Howard Keel
- (1960-1963) George Chandler
- (1963-1965) Dana Andrews
- (1965-1971) Charlton Heston
- (1971-1973) John Gavin
- (1973-1975) Dennis Weaver
- (1975-1979) Kathleen Nolan
- (1979-1981) William Schallert
- (1981-1985) Edward Asner
- (1985-1988) Patty Duke
- (1988-1995) Barry Gordon
- (1995-1999) Richard Masur
- (1999-2001) William Daniels
- (2001-2005) Melissa Gilbert
- (2005-2009) Alan Rosenberg
- (2009-2012) Ken Howard